# Glochidion palawanense
Glochidion palawanense är en emblikaväxtart som beskrevs av Adolph Daniel Edward Elmer. Glochidion palawanense ingår i släktet Glochidion och familjen emblikaväxter. Inga underarter finns listade i Catalogue of Life.